# Dyckia mello-barretoi
Dyckia mello-barretoi är en gräsväxtart som beskrevs av Lyman Bradford Smith. Dyckia mello-barretoi ingår i släktet Dyckia och familjen Bromeliaceae. Inga underarter finns listade i Catalogue of Life.